# The Importance of Being Idle
«The Importance of Being Idle» es una canción escrita y compuesta por Noel Gallagher, guitarrista de la banda de rock británica Oasis. Perteneciente al sexto álbum de la banda  Don’t Believe The Truth, la canción fue el segundo sencillo del álbum, lanzado el 22 de agosto de 2005, debutando en el número 1 en el Reino Unido. También fue el primer sencillo de Oasis en estar dos veces consecutivas en el número 1 el mismo año. Fue escrita por Gallagher durante el verano de 2004, antes de que la banda finalizara las grabaciones de lo que se sería Don't Believe the Truth.

## Estructura
Musicalmente, Noel ha comentado que la canción tiene tonos de dos bandas británicas, The Kinks y The La's.  La forma de tocar la guitarra es similar a dos temas de The Kinks: "Sunny Afternoon" y "Dead End Street", así como el uso del falsete en cada verso denota el "sentimiento de The La's". El sonido de la guitarra es similar también a los lados B de The La's "Clean Prophet" y "Over". También se aleja de los sonidos de los demás álbumes de Oasis, especialmente del rock 'n' roll de Heathen Chemistry. El piano eléctrico que se escucha en la canción fue comprado por el bajista Andy Bell en el sitio de subastas eBay.

## Inspiración
Noel ha declarado que la letra de esta canción ha sido inspirada en su propia pereza: "Sí, claro. ¡Soy un vago! Para todo lo que no sea tocar, escuchar música y componer, lo soy". Un segmento del segundo verso, el que hace referencia a cuando rogó a su doctor por «una línea más», al parecer se refiere a un suceso real cuando Noel estaba tratando de dejar la cocaína, en 1998.

## Recepción
Muchas críticas profesionales han aclamado el sencillo. Desde su aparición marcó el retorno de la banda a los primeros planos musicales. La banda ha mencionado en algunas entrevistas en junio de 2005 que The Importance of Being Idle podría convertirse sencillo, después del número 1 de "Lyla". Los lados B de la canción son "Pass Me Down the Wine", escrita por el vocalista Liam Gallagher y "The Quiet Ones" de Gem Archer.
Los lectores de Q Magazine la eligieron como la mejor canción del 2005
Esta canción está incluida en el álbum compilatorio de Oasis Stop The Clocks: The Definitive Collection.

## Video musical
El video promocional fue dirigido por Dawn Shadforth, director del aclamado video de Kylie Minogue, Can't Get You Out Of My Head". El video se desarrolla durante la preparación de un funeral, en un pueblo al norte Inglaterra. El actor principal es Rhys Ifans, quien es testigo de su propio funeral y entierro. El video está basado en el filme Billy Liar con Ifans haciendo el papel de Billy. El video cuenta con varios actores secundarios: Noel y Liam actúan de Shadrack & Duxbury, los dueños de la funeraria donde Billy trabaja; unos extravagantes enterradores llevando el ataúd, Gem, Andy y Zak como trabajadores perezosos jugando a las cartas en la oficina del enterrador. El video es muy similar en el estilo y su concepto con el de "Dead End Street" de The Kinks.
El videoclip fue galardonado con el premio NME como "Mejor video del Año"

## Lista de canciones
CD single (RKIDSCD 31)

| N.º  | Título                         | Duración |  |
| 1.   | «The Importance of Being Idle» | 3:43     |  |
| 2.   | «Pass Me Down The Wine»        | 3:51     |  |
| 3.   | «The Quiet Ones»               | 2:01     |  |
| 9:35 |                                |          |  |

CD single enhanced (HES 676072 5)

| N.º   | Título                                       | Duración |  |
| 1.    | «The Importance of Being Idle»               | 3:43     |  |
| 2.    | «Pass Me Down The Wine»                      | 3:51     |  |
| 3.    | «The Quiet Ones»                             | 2:01     |  |
| 4.    | «The Importance of Being Idle» (Music Video) | 3:56     |  |
| 13:31 |                                              |          |  |

Vinilo de 7" (RKID31), Sencillo en CD cardsleeve (HES 676072 1)

| N.º  | Título                         | Duración |  |
| 1.   | «The Importance of Being Idle» | 3:43     |  |
| 2.   | «Pass Me Down The Wine»        | 3:51     |  |
| 7:34 |                                |          |  |

Sencillo en DVD (RIKIDDVD31)

| N.º   | Título                                 | Duración |  |
| 1.    | «The Importance of Being Idle»         | 3:43     |  |
| 2.    | «The Importance of Being Idle» (Demo)  | 3:40     |  |
| 3.    | «The Importance of Being Idle» (Video) | 3:55     |  |
| 4.    | «The Making of» (Documentary)          | 5:16     |  |
| 16:34 |                                        |          |  |

CD promocional (RKIDSCD31P)

| N.º  | Título                                      | Duración |  |
| 1.   | «The Importance of Being Idle» (Radio Edit) | 3:38     |  |
| 3:38 |                                             |          |  |

Betacam promocional (none), DVD promocional (GB-BOY-0500233)

| N.º  | Título                                       | Duración |  |
| 1.   | «The Importance of Being Idle» (Music Video) | 3:55     |  |
| 3:55 |                                              |          |  |